# 環境豐富化
环境豐容是指的由于周围的复杂环境给其提供的信息处理造成的大脑变化。一般来说环境越是豐富多变，大脑中的轴突数量就越多，树突也越浓密复杂。环境豐容的影响主要于神经发育期产生，但成年以后也会有影响。